# خليل ثابت
خليل ثابت (1288 - 1383 هـ / 1871 - 1964 م) صحفي من أهل لبنان.
هو أبو كريم خليل ثابت. ولد بدير القمر. تولى إدارة مطبعة السودان ومكتبتها بالخرطوم. ذهب بعدها إلى القاهرة وشغل منصب رئيس تحرير جريدة المقطم. توفي في بيروت مستشفيا. ترجم عن الإنكليزية «مسرات الحياة».